# Липовская (гора, Челябинская область)
Ли́повская — отдельно стоящая гора на Южном Урале, в Миасском городском округе Челябинской области России.

## Описание
Абсолютная высота Липовской горы — 540 м. Её вершина находится в 3,4 км от южного берега озера Тургояк в северо-западном направлении.
Склоны горы крутые, покрыты смешанным лесом. У её подножия — Липовая курья (залив) озера Тургояк.
Название «Липовская» дано, по-видимому, по причине соответствующего растительного покрова горы.

## Гора на топографических картах

### Изданные карты
- Гора Липовская на карте окрестностей Златоуста (Л. 22-Г) (1980—1990-е годы)
- Гора Липовская на карте окрестностей города Златоуста (1985 год: середина, правая граница карты)
- Липовская гора на карте Урала (2000 год)

### Цифровые карты
- Страница Липовской горы на сайте Викимапия